# Daniel Boaventura
Daniel do Rêgo Boaventura (Salvador, 19 de maio de 1970) é um ator, cantor e músico brasileiro. É conhecido por suas performances em musicais, bem como atuações em telenovelas e peças teatrais.

## Biografia
Filho de professores de uma família tradicional que ouvia MPB e canções eruditas, Daniel Boaventura teve a música como algo natural em sua formação. Mas a certeza veio aos 15 anos, quando comprou o álbum Dire Straits ao Vivo, que o impulsionou e o inspirou definitivamente para esta arte. Montou duas bandas com os amigos da escola, intituladas Horas Vagas e Os Tocáveis, que competiam com o cursos de Administração, Relações Públicas e Publicidade. Três tentativas que apenas reforçaram sua vocação para as artes. As “brincadeiras” musicais ficaram sérias e a banda Horas Vagas foi convidada a participar do musical Cinema Cantado.[carece de fontes?]
Foi em 1991, na estreia de Daniel Boaventura nos palcos, apresentando o clássico tema On Broadway, que após assistir ao espetáculo, Fernando Guerreiro, criador da Cia. Baiana de Patifaria, o convidou para o musical Zás Trás. Na sequencia, fez o “show” solo chamado "Pop n’ Jazz” – que lhe rendeu o Troféu Caymmi na categoria revelação de intérprete -, e logo depois encenou “O Casamento do Pequeno Burguês”, de Bertolt Brecht, no qual, além de cantar e atuar, tocava saxofone.[carece de fontes?]
A partir daí, estava estabelecida a carreira de Daniel Boaventura, que desde então, emendou um trabalho no outro.[carece de fontes?]
Pai de duas meninas, Joana e Isabela. As meninas estão habituadas com o fato de o pai ser artista. Mas, apesar do orgulho que sentem, Daniel não permite que isso seja supervalorizado. “Nossa educação é muito realista. Falo que é trabalho e, inclusive, o motivo pelo qual não estão vendo o papai tanto quanto queriam”.

## Carreira musical

### Primeiro álbum:Songs 4 U
Em maio de 2009, Daniel se lançou como cantor, ao lançar seu primeiro álbum de estúdio, intitulado Songs 4 U, que também promoveu a turnê e o DVD ao vivo do cantor.
Participação
O ator e cantor Daniel Boaventura fez uma participação especial na gravação do DVD ao vivo de Hebe Camargo, no dia 27 de outubro de 2010, no Credicard Hall, em São Paulo.
Ao lado de Hebe, participaram do DVD grandes nomes da música brasileira, como Maria Rita, Fábio Jr., Chitãozinho & Xororó, Bruno & Marrone, entre outros.

### Segundo álbum:Italiano
Daniel Boaventura é um artista completo. Com uma carreira já consagrada no teatro e na teledramaturgia, o artista também mostra um talento refinado na música. Em 2010, Boaventura atua na novela Passione, em que ele interpreta o misterioso e enigmático Diogo. Inspirado pelo clima de Passione, Daniel resolveu lançar um novo (seu segundo) álbum só de músicas italianas intitulado (Italiano).
Além da trama das 9, gravada no Rio, o ator, que mora em São Paulo, excursiona pelo país fazendo shows de divulgação dos CDs Songs 4 U (o 1º, com o qual se lançou como cantor, em 2009) e o segundo e mais recente, Italiano, em 2010. No repertório, músicas como "I'm In The Mood For Love", que foi tema dos personagens "Raj e Maya" em Caminho das Índias, e "Send in the Clowns", clássico de Stephen Sondheim (1978). "Graças a Deus, o CD é um sucesso. Ultrapassei a marca de 40 mil cópias, o que é muito bom para os dias de hoje, ainda mais para um CD todo cantado em inglês", vibra.

### Primeiro álbum ao vivo:Daniel Boaventura Ao Vivo
"O show é mais pulsante do que o disco, que tem uma característica mais romântica e intimista", acrescenta Daniel. No palco, o público pode vê-lo cantando também "Unchain My Heart", sucesso na voz de Joe Cocker (1965), e "Love is in the Air", lançada em 1978 por John Paul Young (1959). E é justamente esta mistura que dá o tom do DVD ao vivo.
"Daniel" foi, com suas duas filhas, na reestréia do filme O Rei Leão, em versão 3D; e declarou à uma repórter da TV Band que gravará o seu DVD ao vivo em outubro de 2011 com base no seu 1º CD e algumas músicas do 2º.
Com repertório permeado por standards da Broadway e da canção americana e italiana, "Daniel Boaventura" gravou em 5 de outubro de 2011 seu primeiro DVD, Songs 4 U, em São Paulo. Para o ator foi realização de um sonho: "A 'resposta' do público foi maior que eu imaginava", diz Daniel, aplaudido por Ike Levy e sua musa, Luciana Mello. O DVD Daniel Boaventura: Ao Vivo foi lançado em janeiro de 2012.

### Coletânea:Daniel Boaventura: Novelas
A Som Livre lançou em 2012 o CD Daniel Boaventura: Novelas. Uma coletânea de músicas gravadas pelo artista, famoso por sua versatilidade, e que fizeram parte das trilhas sonoras das novelas da Rede Globo. Entre as 11 canções, destacam-se "She", da trama Morde & Assopra, e "If", de Caras & Bocas. Já o hit "I'm in the Mood for Love", que foi tema do casal Maya e Raj, protagonistas de Caminho das Índias, também é um dos pontos altos do disco. O CD também conta com a participação especial da cantora Paula Fernandes em "I Loved You", música que embalava as cenas românticas do personagem interpretado por Daniel Boaventura na novela Guerra dos Sexos.

### Terceiro álbum:One More Kiss
O terceiro álbum de estúdio da Daniel Boaventura, intitulado One More Kiss, vem alinhado à turnê de lançamento por todo o Brasil com o novo show "One More Kiss Tour". O cantor mantém a linha mestra de sucesso dos seus últimos trabalhos, baseados em standards americanos e releituras dos anos 70 e 80, que venderam juntos, mais de 200 000 cópias. O novo álbum foi lançado em 15 de abril de 2014, pela Sony Music, e vem contendo 12 músicas em inglês, com participação de Trijntje Oosterhuis na faixa "One More Kiss Dear". E "As the World Falls Down", primeiro single do trabalho.

### Segundo, terceiro e quarto álbuns ao vivo:Your Song/ Daniel Boaventura Ao Vivo no México/ From Russia with Love
Após produzir três álbuns em estúdio e um ao vivo, alcançando a marca de 130 mil cópias vendidas e, depois de seis anos em duas turnês, onde se apresentou nas principais capitais brasileiras, Daniel Boaventura grava seu segundo material ao vivo, Your Song (ao vivo).
O novo trabalho do artista é baseado no repertório do terceiro CD. Na apresentação, Daniel Boaventura faz uma homenagem ao cantor Roberto Carlos com três música do repertório do rei: "Como Vai Você", "Olha" e "Como É Grande o Meu Amor por Você".
Também haverá oportunidade para outras composições como "The Lady Is a Tramp"; "Perhaps, Perhaps Perhaps" com participação especial de Carlos Rivera; "Love Me Tender" e "Your Song", que dá título ao DVD e show. Ao final da apresentação, releituras de dance de "Moves like Jagger", "September", "Never Can Say Goodbye" e "Last Dance" estão garantidas.
Em 2016, o cantor lança a canção "Bésame Mucho", como trilha sonora da telenovela Êta Mundo Bom!, e como novo single promocional. Lança o single "I'd Rather Hurt Myself" e inicia a turnê Show New York New York.
Boaventura planeja diminuir o ritmo de trabalho para dar prioridade ao seu sonho. "Vou ter que dar um tempo nos musicais. Meu foco agora é a carreira internacional. Quero cantar na Argentina, no Chile, em Portugal e, claro, nos Estados Unidos. É o meu grande sonho. Infelizmente não consigo dar conta das três funções ao mesmo tempo". Os primeiros passos rumo ao exterior já foram dados. Em 2015, Boaventura conquistou o México e lotou o Teatro Metropolitan com um show para 2 500 pessoas. "Foi surpreendente. Fui tratado como um artista internacional e eu nem sou conhecido como ator por lá. Era um público só de mexicanos que entendia muito de música. Fiquei encantado, eles eram calorosos iguais aos brasileiros", comemorou o cantor.
Em 27 de abril de 2018, o cantor lançara seu terceiro álbum de vídeo e ao vivo, intitulado Daniel Boaventura Ao Vivo no México. e em 26 de julho de 2019 o quarto material ao vivo, intitulado From Russia with Love (Ao vivo em Moscou), foi lançado.

## Filmografia
| Ano     | Título               | Papel                                                     | Nota                                 |
| ------- | -------------------- | --------------------------------------------------------- | ------------------------------------ |
| 2020    | Hebe                 | Silvio Santos                                             |                                      |
| 2019    | Éramos Seis          | Adoniran                                                  |                                      |
| 2016    | Nada Será Como Antes | Carvalho Rocha                                            |                                      |
| 2013    | Dança dos Famosos    | Participante                                              |                                      |
| 2012    | As Brasileiras       | Jorge                                                     | Episódio: "A Perseguida de Curitiba" |
| 2012    | A Grande Família     | Capitão Wilson                                            | Episódio: A Rosa Púrpura do Bairro   |
| 2012    | Guerra dos Sexos     | Irineu Carneiro / Nenê Stallone                           | [ 6 ]                                |
| 2012    | Dercy de Verdade     | Dr. Simão                                                 |                                      |
| 2011-15 | Tapas & Beijos       | Paulo César (PC)                                          | [ 7 ]                                |
| 2010    | Passione             | Diogo Dias                                                | [ 8 ]                                |
| 2009    | Cama de Gato         | Sólon Gutierrez Ortega / Solonaldo da Santíssima Trindade |                                      |
| 2009    | Toma Lá, Dá Cá       | Álvaro                                                    | Episódio: "O Rouxinol do Jambalaya"  |
| 2009    | A Grande Família     | Aníbal                                                    | Episódio: O Rótulo e a Garrafa       |
| 2008    | Malhação             | Adriano Lopes / Mariano Lopes / Dona Drica Lopes          |                                      |
| 2007    | Dicas de um Sedutor  | Ricardo (Rick)                                            |                                      |
| 2007    | Malhação             | Adriano Lopes                                             |                                      |
| 2006    | Malhação             | Adriano Lopes                                             |                                      |
| 2006    | Papai Noel Existe    | Roberto                                                   | Especial de fim de ano               |
| 2005    | Essas Mulheres       | Ferreira Pinto                                            |                                      |
| 2004    | A Grande Família     | Otávio                                                    | Episódio: Embalos de Sexta à Noite   |
| 2004    | Senhora do Destino   | Apresentador do disque-denúncia                           | Episódio: "26 de julho"              |
| 2004    | Linha Direta         | Investigador                                              | Episódio: O Crime do Sacopã          |
| 2003    | Kubanacan            | Johnny                                                    |                                      |
| 2001    | Amor e Ódio          | José Maria Cortês                                         |                                      |
| 2000    | Laços de Família     | Alexandre Vilares (Alex)                                  | [ 9 ]                                |
| 1999    | Santo de Casa        | Kiko                                                      |                                      |
| 1998    | Hilda Furacão        | Zico                                                      | [ 10 ]                               |

### Filmes
| Ano  | Título                    | Personagem           | Nota |
| ---- | ------------------------- | -------------------- | ---- |
| 2019 | Hebe: A Estrela do Brasil | Silvio Santos        |      |
| 2013 | Odeio o Dia dos Namorados | Heitor               |      |
| 2005 | Coisa de Mulher           | Dr. Isaac Bucemberg  |      |
| 2001 | 3 Histórias da Bahia      | O Pai do Rock Teatro |      |

### Dublagem
| Ano  | Título          | Personagem | Nota |
| ---- | --------------- | ---------- | ---- |
| 2019 | Klaus           | Klaus      |      |
| 2013 | Minhocas        | Big Wig    |      |
| 2013 | Reino Escondido | Ronin      |      |

### Web / Internet
| Ano  | Título                              | Personagem | Nota  |
| ---- | ----------------------------------- | ---------- | ----- |
| 2015 | O Incrível SuperÔnix (Gshow)        | Super Ônix | Gshow |
| 2019 | Making of DVD From Russia with Love | Ele mesmo  | IGTV  |

## Teatro
- 2022: A Família Addams  (Gomez Addams — ao lado de Marisa Orth)
- 2018: Peter Pan, O Musical (Capitão Gancho) a estrear em março/2018[12]
- 2012: A Família Addams  (Gomez Addams — ao lado de Marisa Orth), Laura Lobo e Beto Sargentelli
- 2011: Evita - Juan Perón
- 2006: My Fair Lady - Prof. Henry Higgins
- 2005: Camila Baker. A Saga Continua - Camila de Souza Baker
- 2004: Chicago - Billy Flynn
- 2002: A Bela e a Fera - Gaston
- 2002: O Grande Dia
- 2001: Vítor ou Vitória - King Marchand
- 2000: Company - Harry
- 1994: Cafajestes - Alencar
- 1993: Pop 'N' Jazz
- 1992: O Casamento do Pequeno Burguês - Amigo do Noivo
- 1992: Zás Trás - Capitão
- 1991: Cinema Cantado - Saxofonista/Cantor

## Discografia

### Álbuns de Estúdio
| Ano  | Título        | Vendas |
| ---- | ------------- | ------ |
| 2009 | Songs 4 U     | 45 000 |
| 2010 | Italiano      | 35 000 |
| 2014 | One More Kiss | 20 000 |

### Coletâneas
| Ano  | Título                     | Vendas |
| ---- | -------------------------- | ------ |
| 2013 | Daniel Boaventura: Novelas | 10 000 |

### CD, DVD & Blu-ray Ao vivo
| Ano  | Título                                    | Vendas |
| ---- | ----------------------------------------- | ------ |
| 2011 | Daniel Boaventura Ao Vivo                 | 50 000 |
| 2015 | Your Song (ao vivo)                       | 30 000 |
| 2018 | Daniel Boaventura Ao Vivo no México       | 10 000 |
| 2019 | From Russia with Love (Ao vivo em Moscou) | —      |

### Singles
| Ano  | Título                                                                  | Videoclipe | Álbum                                     |
| ---- | ----------------------------------------------------------------------- | ---------- | ----------------------------------------- |
| 2009 | I'm in the Mood for Love                                                | Não        | Songs 4 U                                 |
| 2009 | Song for You                                                            | Não        | Songs 4 U                                 |
| 2009 | If                                                                      | Não        | Daniel Boaventura: Novelas                |
| 2010 | On an Evening in Roma (Sotto er Celo de Roma)                           | Não        | Italiano                                  |
| 2010 | El Día Que Me Quieras (com Hebe)                                        | Sim        | Hebe Mulher e Amigos                      |
| 2011 | I Loved You (feat. Paula Fernandes)                                     | Sim        | Daniel Boaventura Ao Vivo                 |
| 2011 | She                                                                     | Sim        | Daniel Boaventura Ao Vivo                 |
| 2012 | Hello Detroit                                                           | Sim        | Daniel Boaventura Ao Vivo                 |
| 2012 | Catch My Breath                                                         | Sim        | Daniel Boaventura Ao Vivo                 |
| 2012 | São Paulo, São Paulo                                                    | Não        | Daniel Boaventura: Novelas                |
| 2014 | As the World Falls Down                                                 | Sim        | One More Kiss                             |
| 2015 | Time Stand Still                                                        | Sim        | One More Kiss / Your Song (ao vivo)       |
| 2015 | Perhaps, Perhaps, Perhaps (Quizás, Quizás, Quizás) (part. Carlos River) | Sim        | Your Song (ao vivo)                       |
| 2015 | Come Fly With Me (part. Fillipa Giogino's)                              | Sim        | Your Song (ao vivo)                       |
| 2016 | Bésame Mucho                                                            | Sim        | Êta Mundo Bom! - Volume 2                 |
| 2016 | I'd Rather Hurt Myself                                                  | Não        | Adicionado à nenhum álbum                 |
| 2017 | The Girl From Ipanema / Garota De Ipanema (feat. Daniel Jobim)          | Sim        | Daniel Boaventura Ao Vivo no México       |
| 2018 | You'll Never Find Another Love Like Mine                                | Sim        | Daniel Boaventura Ao Vivo no México       |
| 2019 | Just the Way We Are                                                     | Sim        | From Russia with Love (Ao vivo em Moscou) |
| 2019 | Shall We Dance?                                                         | Não        | Éramos Seis - trilha sonora               |

## Turnês
| Ano        | Título                     | Álbuns Associados                                                        |
| ---------- | -------------------------- | ------------------------------------------------------------------------ |
| 2009-2013  | Pop 'N' Jazz               | Songs 4 U / Italiano / Daniel Boaventura Ao Vivo                         |
| 2014-2015  | One More Kiss Tour         | One More Kiss                                                            |
| 2015-2016  | Your Song Show             | Your Song (ao vivo)                                                      |
| 2016       | Show New York New York     | Songs 4 U/ Daniel Boaventura Ao Vivo/ One More Kiss/ Your Song (ao vivo) |
| 2016-2018  | Show Daniel Boaventura     | Songs 4 U/ Daniel Boaventura Ao Vivo/ One More Kiss/ Your Song (ao vivo) |
| 2018-2019  | En Vivo En México Tour     | Daniel Boaventura Ao Vivo no México                                      |
| 2019-atual | From Russia with Love Tour | From Russia with Love (Ao vivo em Moscou)                                |

## Prêmios
- 1993: Troféu Caymmi -Revelação de Intérprete "Pop 'N' Jazz" (show solo)
- 1995: Prêmio Sharp -Melhor Musical "Os Cafagestes"
- 2001: Prêmios Qualidade Brasil -Vítor ou Vitória (King Marchan)
- 2004: Prêmios Qualidade Brasil -Chicago (Billy Flynn)
- 2006: Prêmios Qualidade Brasil -My Fair Lady (Profº Henry Higgins)